# Bronckhorst
Bronckhorst (anhörenⓘ) ist eine Gemeinde in der Provinz Gelderland der Niederlande. Der Name stammt vom Adelsgeschlecht Bronkhorst, das im Ort gleichen Namens im Mittelalter seinen Stammsitz hatte.

## Orte
Die Gemeinde entstand im Zuge der Gemeindereform vom 1. Januar 2005 aus dem Zusammenschluss von fünf kleineren Gemeinden, die im Folgenden mit ihren wichtigsten Orten genannt werden:
- Hengelo: Hengelo, Keyenborg und Veldhoek;
- Hummelo und Keppel (im Südosten der neuen Gemeinde): Hummelo, Laag-Keppel, Hoog-Keppel, Voor-Drempt und Achter-Drempt;
- Steenderen: Steenderen, Bronkhorst, Baak, Toldijk und Olburgen (alle nahe der IJssel gelegen);
- Vorden: Vorden, Kranenburg, Wichmond und Vierakker;
- Zelhem: Zelhem, Velswijk und Halle.

Die Verwaltung der Gemeinde befindet sich im Dorf Hengelo.

## Lage, Geografie und Wirtschaft
Die Gemeinde bildet den Südwesten der Region Achterhoek oder Graafschap (Grafschaft), zwischen der IJssel, Zutphen und Doetinchem. Nur Vorden hat einen Bahnhof an der Nebenbahn Zutphen–Winterswijk. Autobahnen führen nicht durch die Gemeinde.
Die Gegend ist stark von der Landwirtschaft geprägt. In Steenderen steht die 1898 als Kooperation gegründete Aviko-Kartoffelproduktefabrik, die eine der größten ihrer Art in Europa ist.
Die vielen Herrenhäuser und Schlösser mit den dazugehörigen Wäldern und Parkanlagen ziehen viele Touristen an.

## Geschichte
Der Ort Bronkhorst, der wie ein kleines Dorf aussieht, erhielt 1482 ein beschränktes Stadtrecht, wurde aber nie eine richtige Stadt. Als dieser Ort und die umliegende Herrlichkeit im Jahre 1328 durch Vererbung an einen Gysbert von Bronkhorst kam, bedeutete das einen Konflikt mit dem Nachbarn Heeckeren. Diese Streit beeinflusste die Geschichte des Herzogtums Geldern bis ins 15. Jahrhundert. Bronkhorst und Steenderen hatten unter dem Achtzigjährigen Krieg (1568–1648) nachhaltig zu leiden. Steenderen brannte 1782 einmal nach einem Blitzschlag im Kirchturm völlig nieder.
Vorden liegt inmitten von Herrenhäusern und kleinen Schlössern. Der Dichter Anthony Christiaan Winand Staring (1767–1840), der hier starb, schrieb hierüber im 19. Jahrhundert einige amüsante Balladen.
Zelhem soll schon sehr alt sein. Der Missionar Liudger soll hier gepredigt haben.
Hengelo (Gelderland) erhielt 1658 das Marktrecht. Seitdem findet dort ein jährlicher Pferdemarkt statt.
Das malerische Dorf Hummelo entstand 828 an einem Handelsweg in der Nähe einer Furt durch die Oude IJssel. Das in der Nähe gelegene Schloss Keppel wurde im späten 16. Jahrhundert auf den Ruinen eines älteren Gebäudes errichtet. Als 1672 Frankreich einen Teil der Niederlande erobert hatte, übernachtete König Ludwig XIV. dort.

## Politik

### Sitzverteilung im Gemeinderat
Der Gemeinderat wird seit der Gemeindegründung folgendermaßen gebildet:

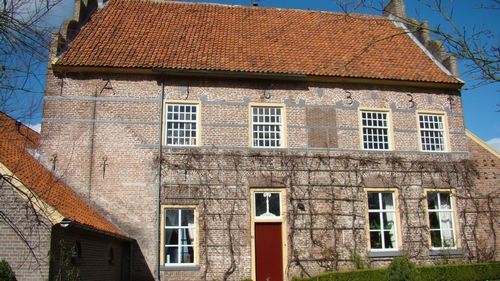
Haus in Bronckhorst

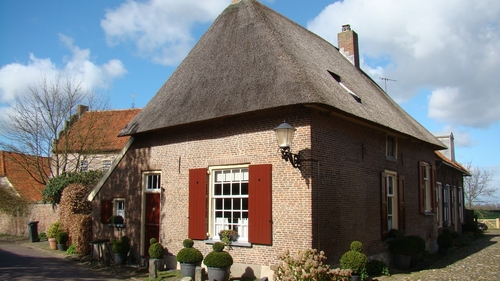
Bauernhof

| Partei                       | Sitze | Sitze | Sitze | Sitze | Sitze |
| Partei                       | 2004  | 2010  | 2014  | 2018  | 2022  |
| ---------------------------- | ----- | ----- | ----- | ----- | ----- |
| Gemeentebelangen Bronckhorst | –     | 1     | 4     | 6     | 8     |
| CDA                          | 10    | 8     | 8     | 7     | 6     |
| VVD                          | 6     | 8     | 5     | 4     | 4     |
| GroenLinks                   | 1     | 2     | 2     | 3     | 2     |
| PvdA                         | 7     | 4     | 3     | 2     | 2     |
| D66                          | 1     | 2     | 3     | 2     | 2     |
| ChristenUnie                 | 0     | 0     | 0     | 1     | 1     |
| SGP                          | 0     | 0     | 0     | 1     | 1     |
| Gesamt                       | 25    | 25    | 25    | 25    | 25    |

### Bürgermeister
Seit dem 13. Januar 2025 ist Patrick van Domburg (VVD) amtierender Bürgermeister der Gemeinde. Zu seinem Kollegium zählen die Beigeordneten Evert Blaauw (Gemeentebelangen Bronckhorst), Wilko Pelgrom (CDA), Antoon Peppelman (PvdA), Emmeke Gosselink (Gemeentebelangen Bronckhorst) sowie der Gemeindesekretär Martin Rommers.

## Sehenswürdigkeiten
- Bronkhorst und Hummelo haben einen malerischen Ortskern. In Bronkhorst steht u. a. ein kleines Museum über den englischen Schriftsteller Charles Dickens.
- Zelhem hat eine sehenswerte, im späten 15. Jahrhundert erbaute Kirche.
- In den Parks und Wäldern der vielen Schlösser um Vorden kann man schöne, ruhige Wanderungen und Radtouren machen. Die Schlösser selbst sind im Allgemeinen nicht zu besichtigen. Das gilt auch für das Schloss Keppel bei Hummelo.
- Die IJssel bietet Möglichkeiten zu Bootsfahrten von Rheden aus, das gegenüber Bronkhorst liegt.
- Garten des Gartengestalters Piet Oudolf in der Broekstraat in Hummelo.[5]

## Sonstiges
Auf dem Friedhof von Vorden liegt der US-amerikanische Soul-Sänger Arthur Conley begraben.

## Bilder

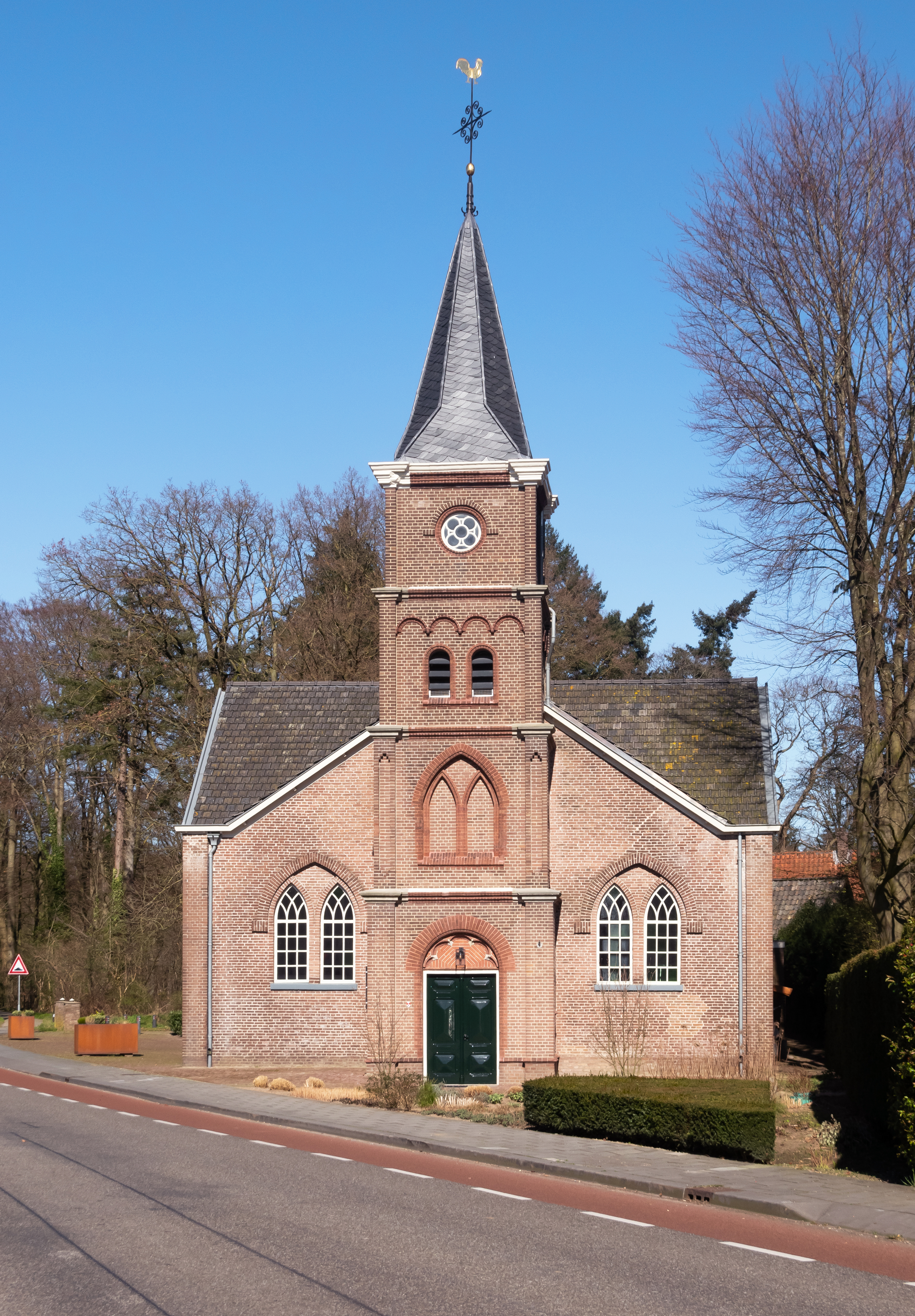
Laag Keppel, reformierte Kirche
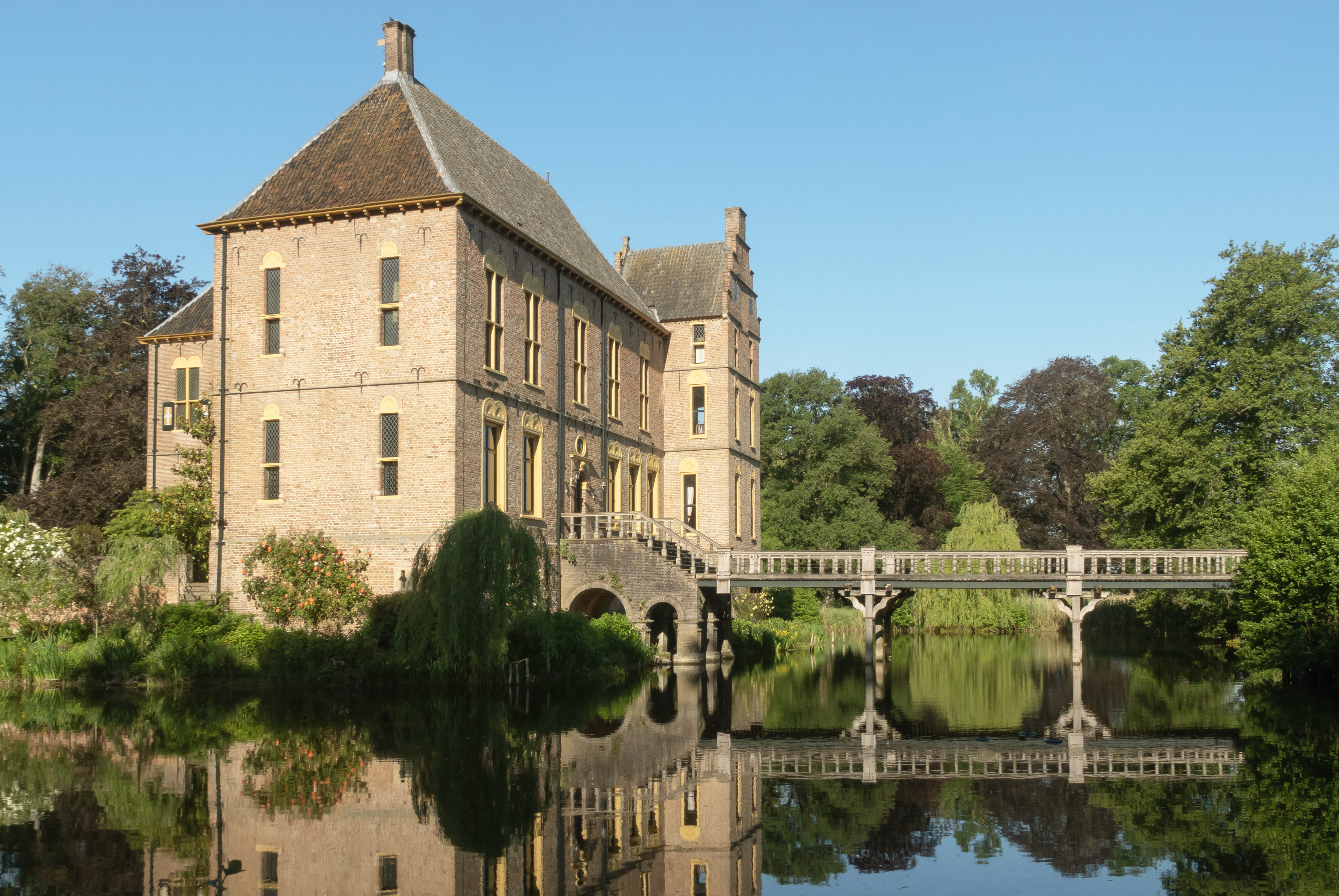
Vorden, Schloss: Huis Vorden
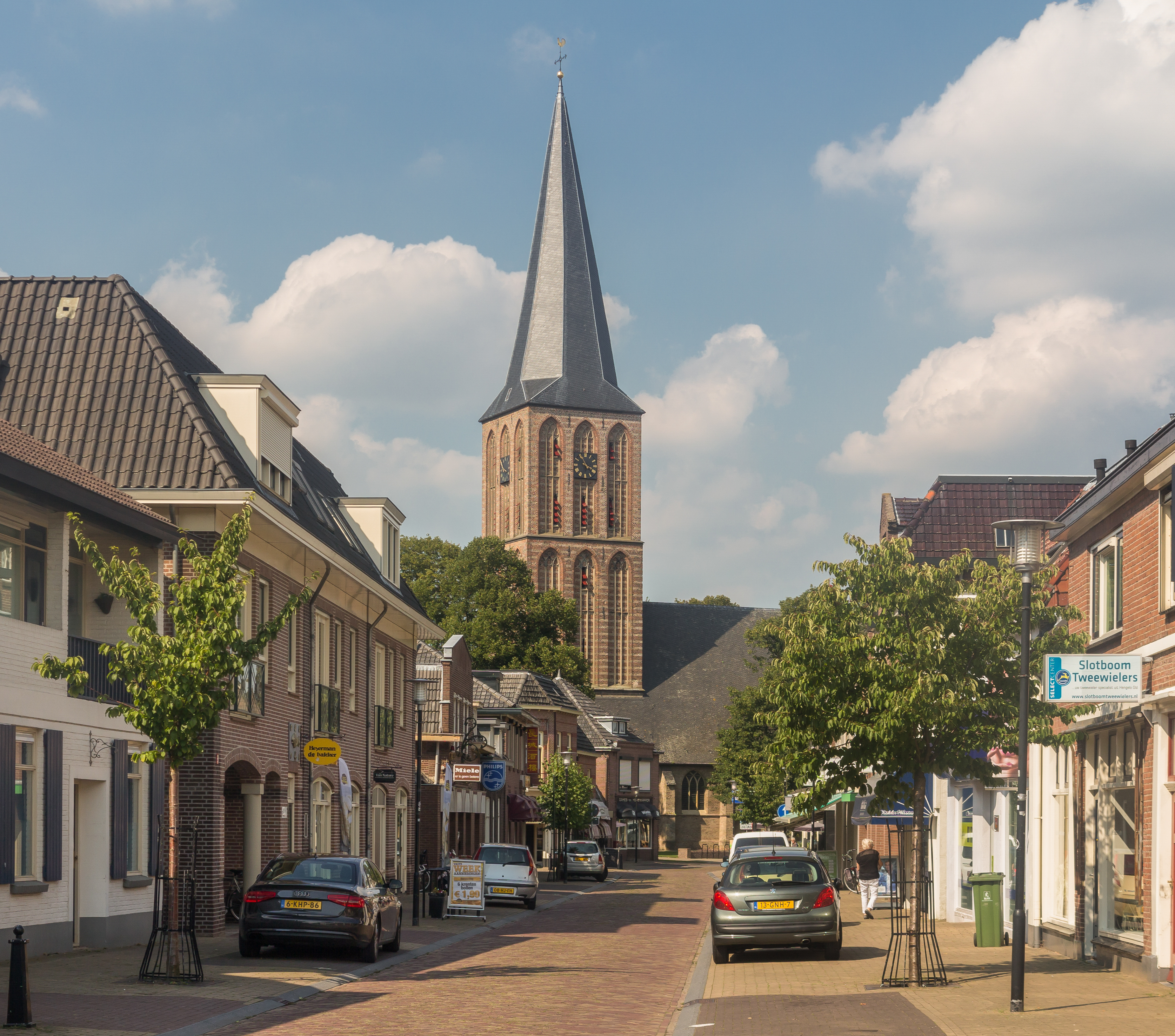
Hengelo, Kirche (de Remigiuskerk) in der Straße
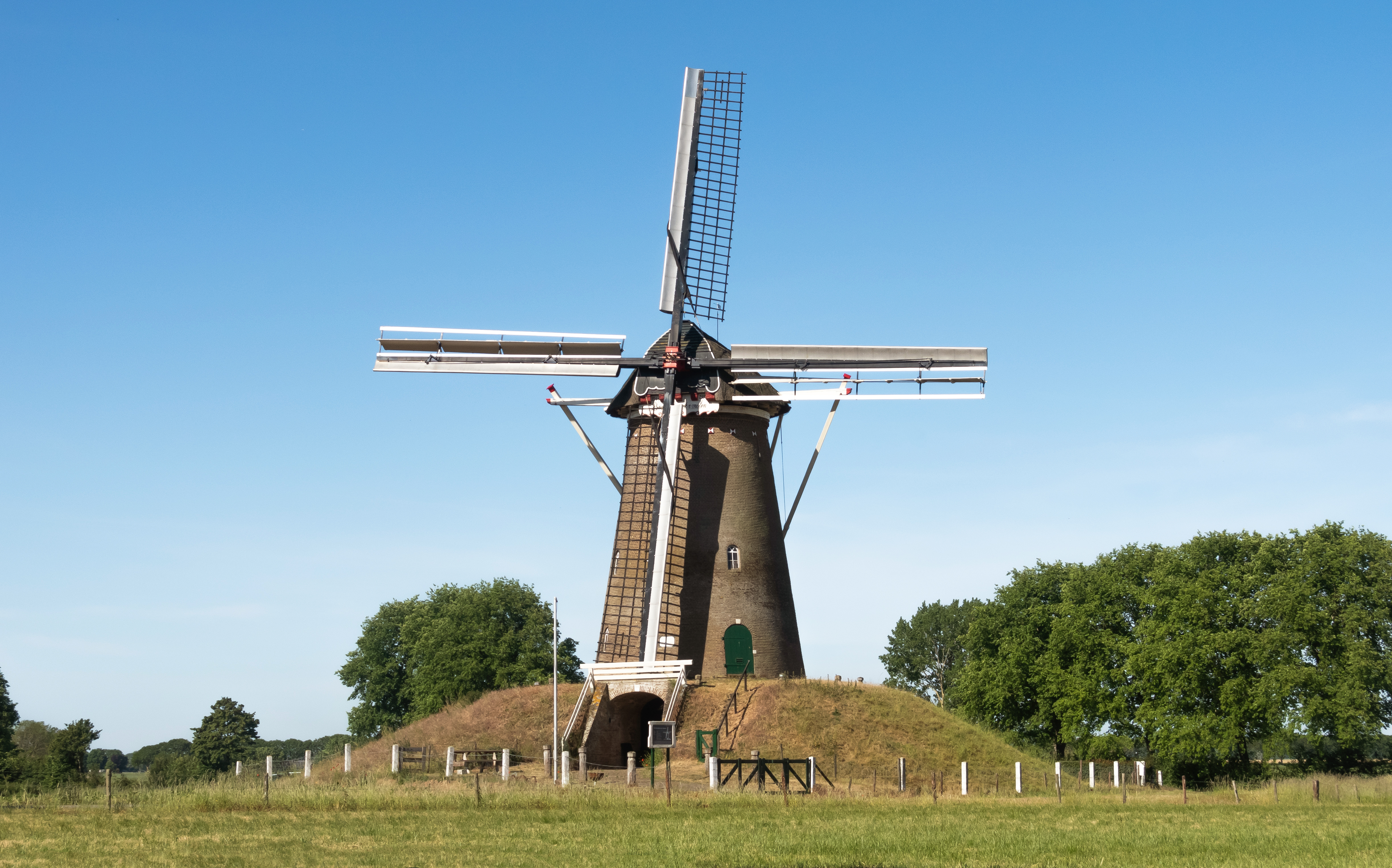
Steenderen, Mühle: die Bronkhorster Molen
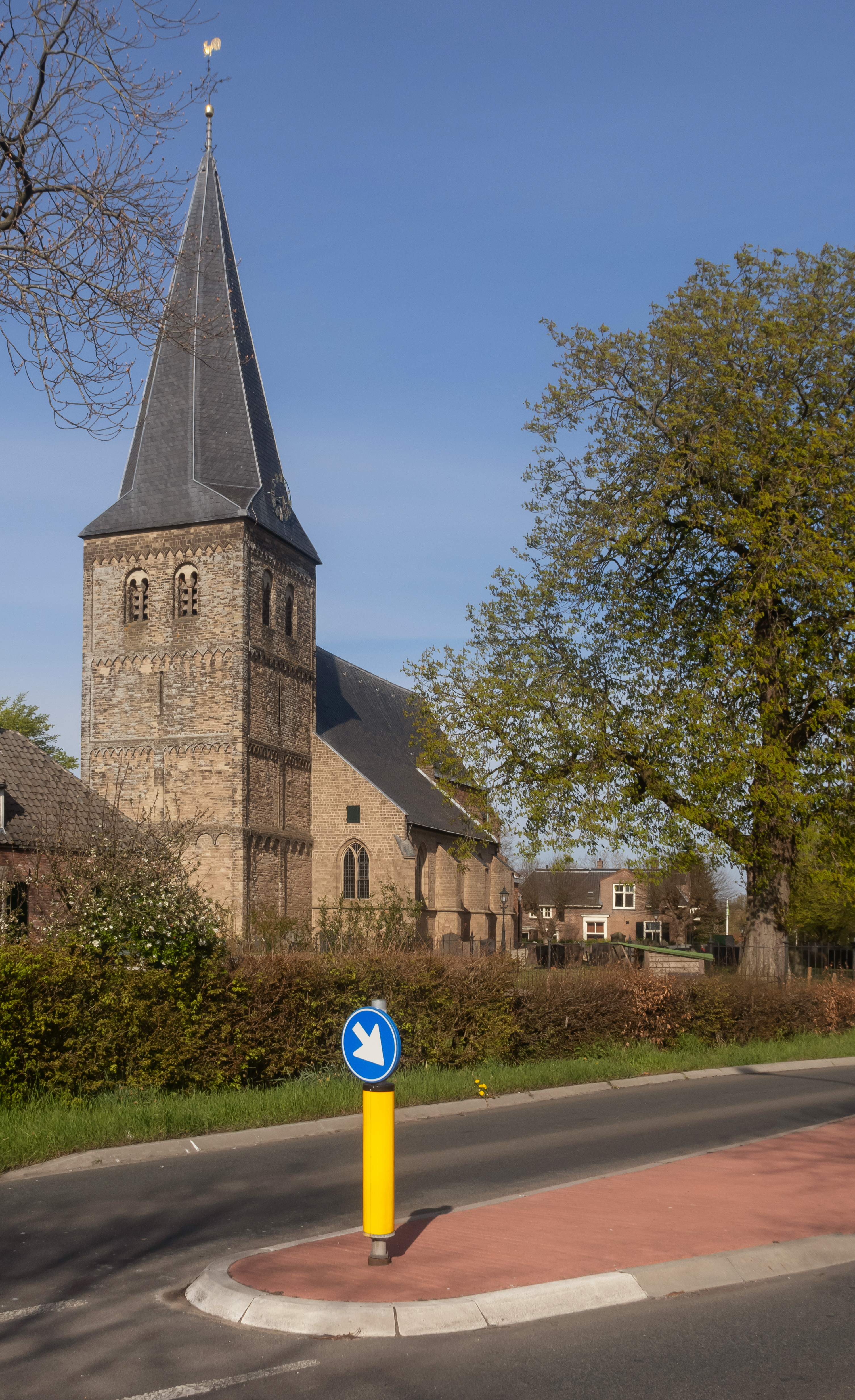
Voor-Drempt, Kirche
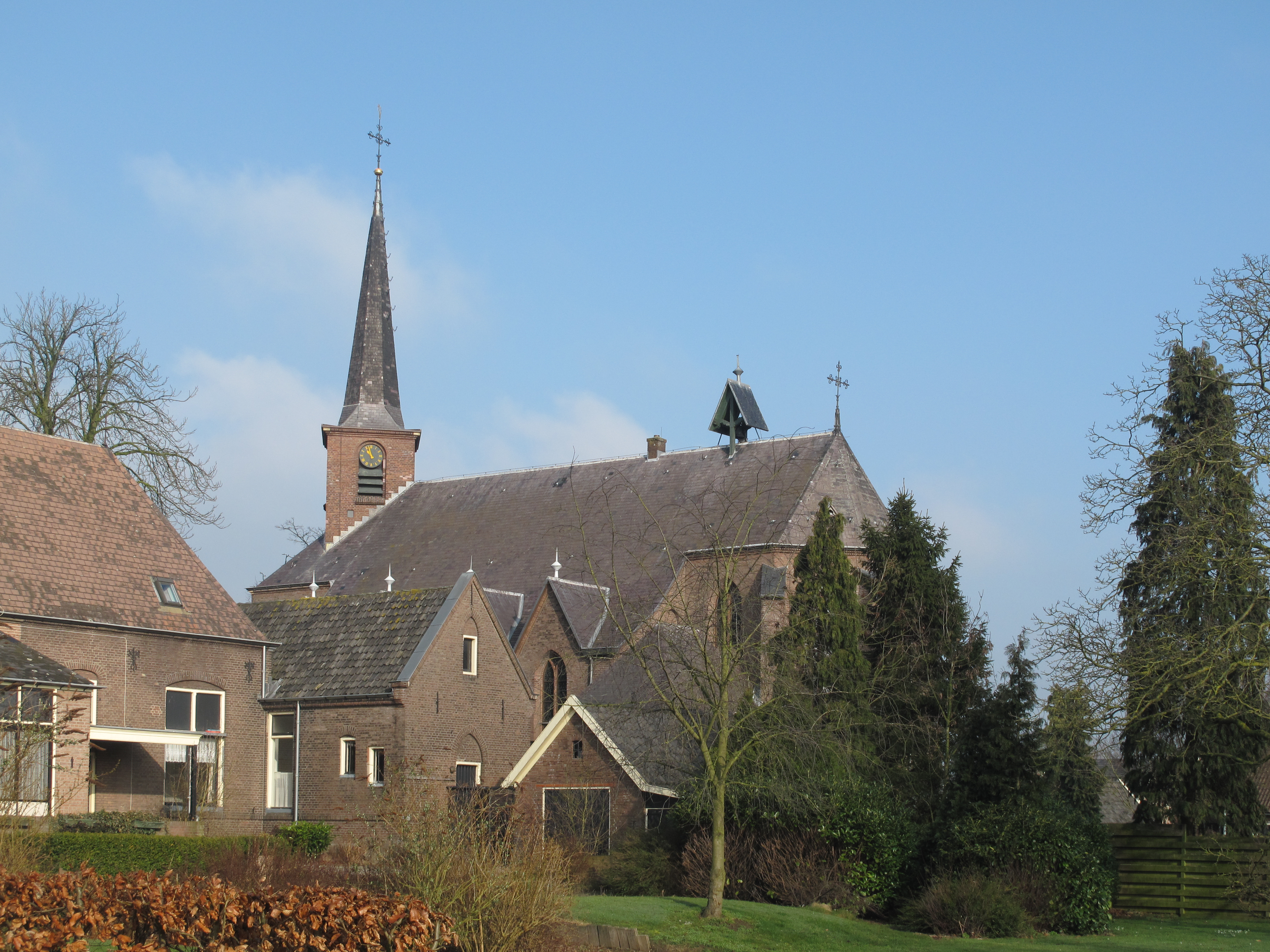
Olburgen, Kirche: de Willibrorduskerk
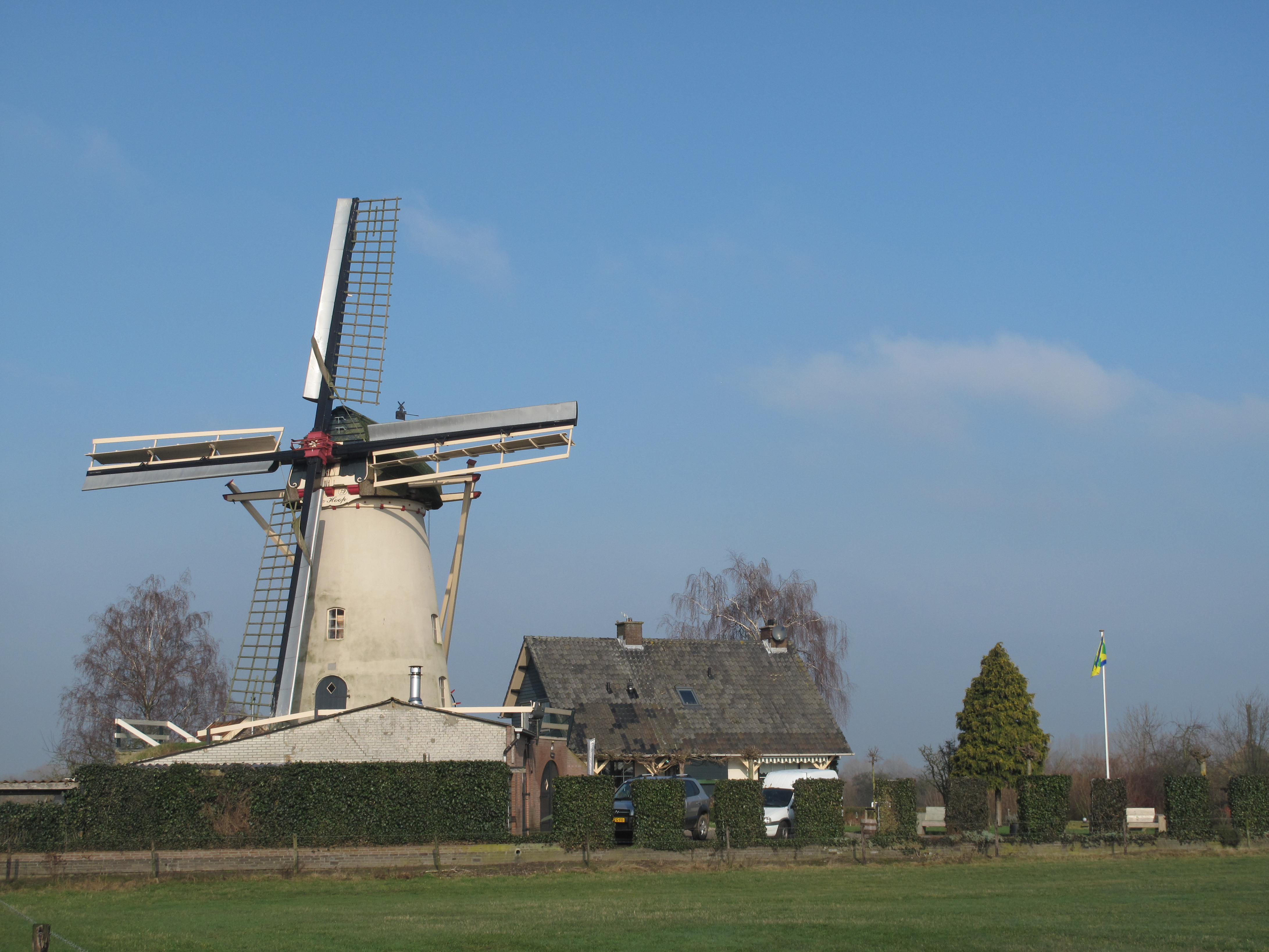
Rha, Mühle: beltmolen de Hoop
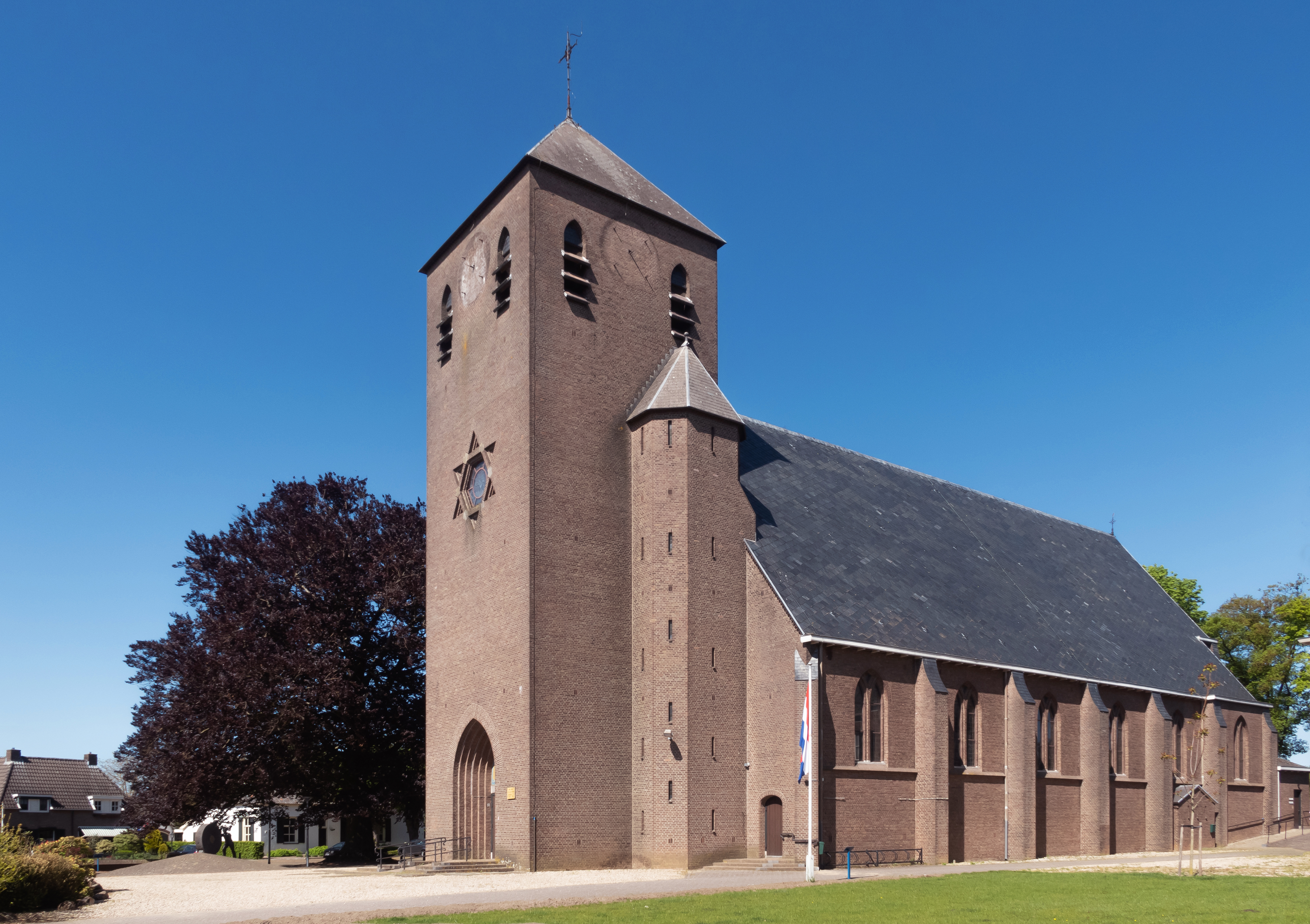
Keijenborg, Kirche
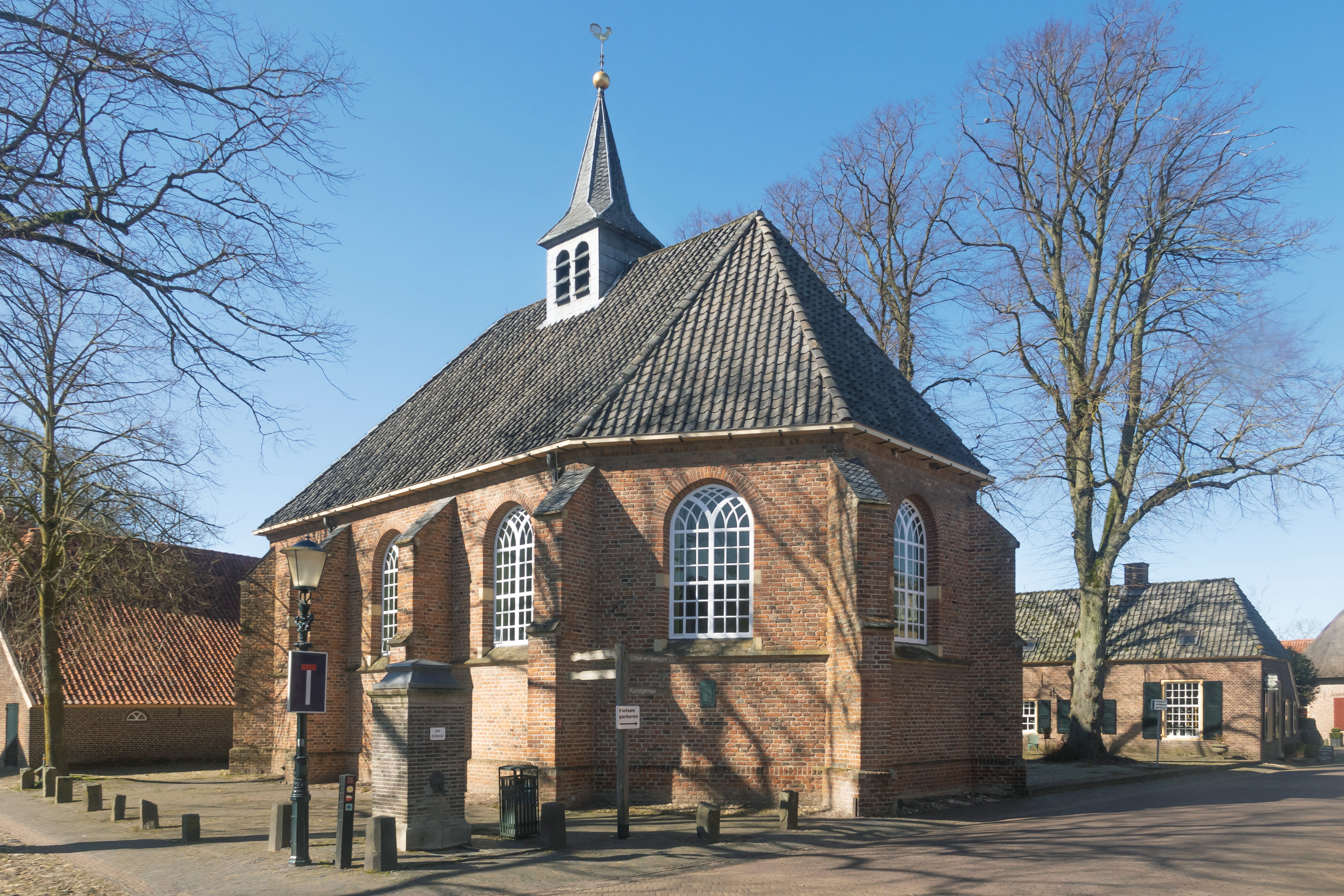
Bronkhorst, Kapelle
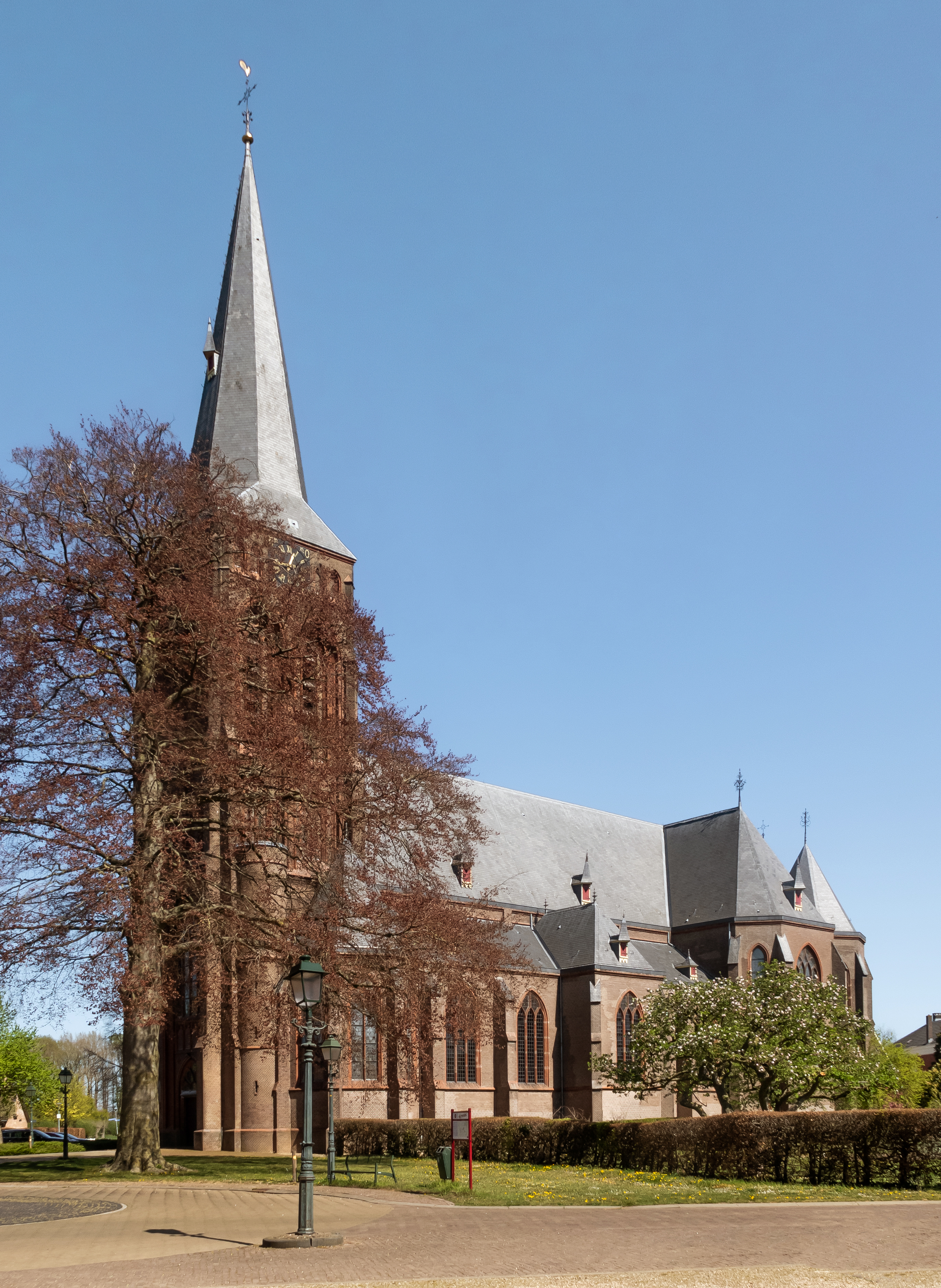
Baak, Kirche: de Sint Martinuskerk

## Persönlichkeiten
- Agnes von Limburg-Stirum (1563–1645), Äbtissin der Stifte Elten, Vreden, Borghorst und Freckenhorst